# Soolking
Soolking，本名Abderraouf Derradji（阿拉伯語：عبد الرؤوف دراجي），1989年12月10日出生于阿尔及利亚城市哈马马特（阿拉伯語：الحمامات），是一名长居于法国的阿尔及利亚裔男歌手。

## 生平
Soolking出生于阿尔及利亚，2008年偷渡来到法国，他曾尝试投身于舞蹈事业但未能成功。此后他曾返回阿尔及利亚并使用“MC Sool”作为艺名进行音乐创作。2014年，Soolking再次来到法国并选择在此定居。2014年，Soolking首次亮相于Skyrock电台直播，他的即兴饶舌《Guérilla》曾一度突破《Planète Rap》节目的观看数量纪录。同年，Soolking发布了他的首张个人专辑《Fruit du démon》，并很快获得金牌音乐唱片销售认证。

## 作品风格
Soolking因其作品含有较多的阿拉伯及非洲传统音乐元素而受到关注。

## 专辑
- 《Fruit du démon（法语：Fruit du démon (album)）》（2018年）
- 《Vintage》（2020年）
- 《Sans visa（法语：Sans visa）》（2022年）
- Africa Jungle（2025年）